# 深澤弘
深澤 弘（ふかさわ ひろし、1936年1月2日 - 2021年9月8日）は、日本のフリーアナウンサー、スポーツコメンテーター。
元ニッポン放送アナウンサーで、ディレクTV取締役、新潟県民エフエム放送（FM PORT）東京支社長、音響芸術専門学校講師を務めた。
神奈川県川崎市出身。

## 来歴・人物
高輪高等学校を経て早稲田大学卒業後、1958年東北放送にアナウンサーとして入社。1964年の東京オリンピック開催にともないスポーツ実況アナウンサーが不足することからニッポン放送にスカウトされ、同年移籍した。
プロ野球中継は1970年代後半から1990年代にかけて、『ニッポン放送ショウアップナイター』のメイン実況アナウンサーとして1,600試合以上実況アナウンスを担当した他、各種スポーツ中継（中央競馬、ボクシングなど）も実況を担当した。『ニッポン放送ショウアップナイター』のスタート時から長らく番組に携わっていたことから、「ミスターショウアップナイター」と呼ばれたり、長らくショウアップナイターで解説を担当した関根潤三とともに「レジェンド」と呼ばれることもある。
1974年10月14日に行われた長嶋茂雄現役引退試合では、引退発表の前の10月1日に長嶋から「オレの引退試合はアンタがしゃべってくれ」と直々に実況依頼され、ラジオ局では唯一となる長嶋の引退試合の実況を深澤が行ったという。
1976年4月にはニッポン放送が鳴り物入りで「土曜競馬ニッポン・日曜競馬ニッポン」をスタートさせるが、ラジオ関東の「日曜競馬実況中継」に出演していた大橋巨泉を引っ張ってくることに成功。深澤について「あんまり好きじゃなかった」という巨泉に日参して口説き落とし、放送開始当初、番組には“大橋巨泉プロデュース"というキャッチコピーが付けられ、メイン解説者も務めた。深澤は同番組でのレース実況も命じられたが、「それだけは無理」と固辞。代わりに白羽の矢を立てられたのが、当時、東京12チャンネルの「土曜競馬中継」で実況、司会を担当していた小倉智昭であった。
ニッポン放送が大井競馬場で制作していた場内限定ミニFMでも司会したことがあり、当時の中央スタンドにしつらえられた放送席で、実況は矢野吉彦であった。
1994年にニッポン放送を退社しフリーとなり、ディレクTV・スカイパーフェクTV!やテレビ神奈川でプロ野球中継の実況に携わりながら、長嶋茂雄との交流を描いた著書「わが友長嶋茂雄」執筆や講演会、FM PORT東京支社長、大正大学教授としても活躍した。2007年からは、音響芸術専門学校（東京都・港区）の講師も務めた。
2009年7月15日放送のショウアップナイター・ヤクルト対巨人戦（神宮球場）で久しぶりのラジオ実況を務めた。この日はニッポン放送の開局55周年記念日であり、中継で使われたジングル（得点を取ったときやホームランが出たときに流れるBGM）も1970年代から1980年代前半に使われていたものが復活した（解説は関根潤三）。
2014年8月30日放送のショウアップナイター・DeNA対巨人戦（横浜スタジアム）でラジオ実況を務めた。この日は、スペシャルウィーク（聴取率調査週間）で、ニッポン放送の開局60周年レジェンドリレー実況中継と銘打ち、一回から三回は、現役アナウンサーの松本秀夫、四回、五回が深澤、六回、七回が高嶋秀武とリレー実況中継を行った。これが、最後の実況となった。
2021年9月8日、死去。85歳没。通夜には親交の深かった長嶋も参列した。
現在、フリーアナウンサー（2025年3月まで毎日放送アナウンサー担当局長）である馬野雅行は深澤の実況を聞き、アナウンサーになる決意をした。

## 出演番組
- 中央競馬
- ボクシング
- ニッポン放送ショウアップナイター
- ダイエットマスターへの道（ショウアップナイターレジェンド内）
- SUNDAY SPORTS BAR（FM PORT・日曜 16:00 - 17:30）
- アルビレックス新潟（Jリーグ）、新潟アルビレックスBB（Bリーグ）の試合中継番組で実況を担当（FM PORT）

## 出演作品

### ゲーム
- 燃えろ!!プロ野球'95 ダブルヘッダー（PlayStation、セガサターン/ジャレコ） - 実況

## 主な実況歴
- 阪神4歳牝馬特別（1981年）

## 著書
- 『わが友長嶋茂雄』シリーズ 徳間書店
  - 『わが友長嶋茂雄 かく語りき』徳間文庫：ISBN 978-4-198-90585-9
  - 『背番号「3」甦る栄光 わが友長嶋茂雄』2000年、ISBN 978-4-198-61242-9
- ニッポン放送 編『ショウアップナイター50年 プロ野球感動名場面完全読本』ベースボール・マガジン社、2016年、ISBN 978-4-583-11069-1 - 名場面実況の解説　深澤へのインタビューも